# Auradé
Auradé (gaskognisch Auradèr) ist eine französische Gemeinde mit 676 Einwohnern (Stand: 1. Januar 2022) im Département Gers in der Region Okzitanien. Sie gehört zum Arrondissement Auch und zum Kanton L’Isle-Jourdain. Die Einwohner werden Auradéens genannt.

## Geografie
Auradé liegt etwa 27 Kilometer westnordwestlich von Toulouse. Nachbargemeinden sind L’Isle-Jourdain im Norden, Lias im Osten, Bonrepos-sur-Aussonnelle im Osten und Südosten, Saint-Thomas im Süden und Südosten, Empeaux im Süden, Endoufielle im Westen und Südwesten sowie Marestaing im Nordwesten.

## Bevölkerungsentwicklung
| Jahr                      | 1962 | 1968 | 1975 | 1982 | 1990 | 1999 | 2006 | 2017 |
| ------------------------- | ---- | ---- | ---- | ---- | ---- | ---- | ---- | ---- |
| Einwohner                 | 358  | 318  | 320  | 329  | 322  | 388  | 520  | 671  |
| Quelle: Cassini und INSEE |      |      |      |      |      |      |      |      |

## Sehenswürdigkeiten
- Kirche Saint-Pierre
- Turmhügelburg (Motte)